# Lista odcinków serialu Angie Tribeca
Poniżej znajduje się lista odcinków serialu telewizyjnego Angie Tribeca – emitowanego przez amerykańską stację kablową TBS od 17 stycznia 2016 roku. W Polsce serial jest emitowany od 1 marca 2016 roku przez HBO 3.
| Sezon | Sezon | Odcinki | Oryginalna emisja TBS | Oryginalna emisja TBS | Oryginalna emisja HBO 3 | Oryginalna emisja HBO 3 | Oryginalna emisja HBO 3 |
| Sezon | Sezon | Odcinki | Premiera sezonu       | Finał sezonu          | Premiera sezonu         | Finał sezonu            |                         |
| ----- | ----- | ------- | --------------------- | --------------------- | ----------------------- | ----------------------- | ----------------------- |
|       | 1     | 10      | 17 stycznia 2016      | 18 stycznia 2016      | 1 marca 2016            | 17 marca 2016           |                         |
|       | 2     | 10      | 6 czerwca 2016        | 8 sierpnia 2016       | 8 października 2016     | 5 listopada 2016        |                         |
|       | 3     | 10      | 10 kwietnia 2017      | 12 czerwca 2017       | 2 lipca 2017            | 30 lipca 2017           |                         |

## Sezon 1 (2016)
| Nr | #  | Tytuł                           | Reżyseria            | Scenariusz                                | Premiera TBS     | Premiera HBO 3 |
| -- | -- | ------------------------------- | -------------------- | ----------------------------------------- | ---------------- | -------------- |
| 1  | 1  | Pilot                           | Steve Carell         | Steve Carell, Nancy Walls Carell          | 17 stycznia 2016 | 1 marca 2016   |
| 2  | 2  | The Wedding Planner Did It      | Michael Patrick Jann | Jeff Astrof                               | 17 stycznia 2016 | 2 marca 2016   |
| 3  | 3  | The Famous Ventriloquist Did It | Martha Coolidge      | Alex Jenkins Reid                         | 17 stycznia 2016 | 3 marca 2016   |
| 4  | 4  | The Thumb Affair                | Michael Patrick Jann | Ira Ungerleider                           | 17 stycznia 2016 | 8 marca 2016   |
| 5  | 5  | Commissioner Bigfish            | Peter Segal          | Jason Belleville                          | 17 stycznia 2016 | 9 marca 2016   |
| 6  | 6  | Ferret Royale                   | Steve Pink           | Ryan Walls                                | 17 stycznia 2016 | 10 marca 2016  |
| 7  | 7  | Tribeca's Day Off               | Matt Sohn            | Ava Tramer                                | 17 stycznia 2016 | 15 marca 2016  |
| 8  | 8  | Murder in the First Class       | Richie Keen          | Ira Ungerleider, Jeff Astrof              | 18 stycznia 2016 | 16 marca 2016  |
| 9  | 9  | Inside Man                      | Jon Poll             | Ava Tramer, Ryan Walls, Alex Jenkins Reid | 18 stycznia 2016 | 17 marca 2016  |
| 10 | 10 | The One With the Bomb           | Ira Ungerleider      | Marisa Pinson                             | 18 stycznia 2016 | 17 marca 2016  |

## Sezon 2 (2016)
| Nr | #  | Tytuł                              | Reżyseria             | Scenariusz      | Premiera TBS    | Premiera HBO 3       |
| -- | -- | ---------------------------------- | --------------------- | --------------- | --------------- | -------------------- |
| 11 | 1  | Fleas Don't Kill Me                | Ira Ungerleider       | Ira Ungerleider | 6 czerwca 2016  | 8 października 2016  |
| 12 | 2  | Miso Dead                          | Rachel Lee Goldenberg | Mathew Harawitz | 6 czerwca 2016  | 8 października 2016  |
| 13 | 3  | Beach Blanket Sting-O              | Brennan Shroff        | Shepard Boucher | 13 czerwca 2016 | 15 października 2016 |
| 14 | 4  | You've Got Blackmail               | Steve Pink            | Marisa Pinson   | 20 czerwca 2016 | 15 października 2016 |
| 15 | 5  | A Coldie but a Goodie              | Steve Pink            | Juliet Seniff   | 27 czerwca 2016 | 22 października 2016 |
| 16 | 6  | Organ Trail                        | Dan Beers             | Nathaniel Stein | 11 lipca 2016   | 22 października 2016 |
| 17 | 7  | Boyz II Dead                       | Matt Sohn             | Sean Lavery     | 18 lipca 2016   | 29 października 2016 |
| 18 | 8  | The Coast is Fear                  | Rachel Lee Goldenberg | Scott Hanscom   | 25 lipca 2016   | 29 października 2016 |
| 19 | 9  | Contains Graphic Designer Violence | Dan Beers             | Mathew Harawitz | 1 sierpnia 2016 | 5 listopada 2016     |
| 20 | 10 | Electoral Dysfunction              | Ira Ungerleider       | Ira Ungerleider | 8 sierpnia 2016 | 5 listopada 2016     |

## Sezon 3 (2017)
| Nr | #  | Tytuł                                           | Reżyseria       | Scenariusz                     | Premiera TBS     | Premiera HBO 3 |
| -- | -- | ----------------------------------------------- | --------------- | ------------------------------ | ---------------- | -------------- |
| 21 | 1  | Welcome Back, Blotter                           | Rashida Jones   | Ira Ungerleider                | 10 kwietnia 2017 | 2 lipca 2017   |
| 22 | 2  | Murder Gras                                     | Ira Ungerleider | Shepard Boucher                | 17 kwietnia 2017 | 2 lipca 2017   |
| 23 | 3  | Brockman Turner Overdrive                       | Dan Beers       | Mathew Harawitz                | 24 kwietnia 2017 | 9 lipca 2017   |
| 24 | 4  | Turn Me On, Geils                               | Ira Ungerleider | Marisa Pinson                  | 1 maja 2017      | 9 lipca 2017   |
| 25 | 5  | This Sounds Unbelievable, but CSI: Miami Did It | Brennan Schroff | Nathaniel Stein                | 8 maja 2017      | 16 lipca 2017  |
| 26 | 6  | Hey, I'm Solvin' Here!                          | Tom Magill      | Juliet Seniff                  | 15 maja 2017     | 16 lipca 2017  |
| 27 | 7  | License to Drill                                | Brennan Schroff | Scott Hanscom                  | 22 maja 2017     | 23 lipca 2017  |
| 28 | 8  | If You See Something, Solve Something           | Rebecca Asher   | Ira Ungerleider                | 29 maja 2017     | 23 lipca 2017  |
| 29 | 9  | Germs of Endearment                             | Payman Benz     | Mathew Harawitz                | 5 czerwca 2017   | 30 lipca 2017  |
| 30 | 10 | Go Get 'Em, Tiger                               | Paul Bernard    | Shepard Boucher, Marisa Pinson | 12 czerwca 2017  | 30 lipca 2017  |